# 샹티이성
샹티이성(영어: Château de Chantilly)은 프랑스에 위치하고 있다.